# Beyond the Ice Palace
Beyond the Ice Palace è un videogioco a piattaforme e sparatutto pubblicato nel 1988 per gli home computer Amiga, Amstrad CPC, Atari ST, Commodore 64 e ZX Spectrum dalla Elite Systems. Si svolge in un'ambientazione fantastica a scorrimento e veniva molto spesso considerato simile a Ghosts 'n Goblins; secondo alcune riviste era un suo seguito non ufficiale.

## Modalità di gioco
Si controlla un eroe dai lunghi capelli biondi, a volte interpretata come un'eroina, e la visuale è bidimensionale di lato, a scorrimento orizzontale e verticale.
Il protagonista corre sulle piattaforme, si arrampica sulle scale a pioli, salta, si accovaccia, e spara un colpo alla volta con l'arma attualmente posseduta. Esistono tre armi, tutte da lancio con munizioni illimitate, che si sparano con effetti differenti: pugnale, spada e palla chiodata (l'unica con traiettoria curva). Si può cambiare arma raccogliendole in vari punti degli scenari, e all'inizio del gioco sono subito disponibili tutte e tre accanto al protagonista.
Si dispone inoltre di un'arma speciale limitata, attivabile con un tasto: lo "spirito della foresta", che quando evocato vaga per pochi istanti sullo schermo eliminando molti dei nemici. Se ne hanno solo due, ma è possibile trovare delle ricariche.
Gli avversari sono vari tipi di mostri e demoni, che camminano o volano, letali appena toccati e a volte capaci di sparare. Ci sono anche alcuni boss e alcune rocce da abbattere con le armi. Solo in un punto è presente un precipizio letale.
Il protagonista ha ben 9 vite, ma il gioco si faceva spesso notare per la sua difficoltà.
Ci sono tre livelli, tutti con l'obiettivo di raggiungere la fine di un percorso perlopiù lineare, sebbene in alcuni punti si possano prendere strade alternative. I tre livelli sono una caverna con sviluppo prevalentemente orizzontale e due torri da attraversare verso l'alto.

## Storia
Nel 1987 Elite Systems aveva in progetto di realizzare ben tre giochi tratti dalla serie animata Thundercats, ma solo il primo, Thundercats: The Lost Eye of Thundera, fu effettivamente pubblicato come tale. Il secondo era quello che poi invece divenne Beyond the Ice Palace, quando durante lo sviluppo si decise di realizzarlo senza la licenza di Thundercats (del terzo non si sa nulla; un altro titolo della Elite probabilmente nato come gioco di Thundercats e poi modificato fu Bomb Jack II, che però era già uscito prima). Infatti in Beyond the Ice Palace rimangono alcuni elementi che ricordano l'ambientazione originale, in particolare il personaggio giocabile somiglia a Lion-O, uno dei protagonisti del cartone animato, a parte il colore dei capelli.
In alternativa si pensò anche di realizzare questo gioco come un seguito di Ghosts 'n Goblins, del quale la Elite aveva pubblicato in precedenza le conversioni per computer. Da questo probabilmente deriva il titolo Beyond the Ice Palace, traducibile "oltre il palazzo di ghiaccio", in riferimento a uno degli ambienti che si affrontano in Ghosts 'n Goblins. Non ci fu però la licenza per farne un seguito ufficiale, perché uscì il vero seguito, Ghouls 'n Ghosts, le cui conversioni per computer non furono assegnate alla Elite.